# St. Anna (Czarnowanz)

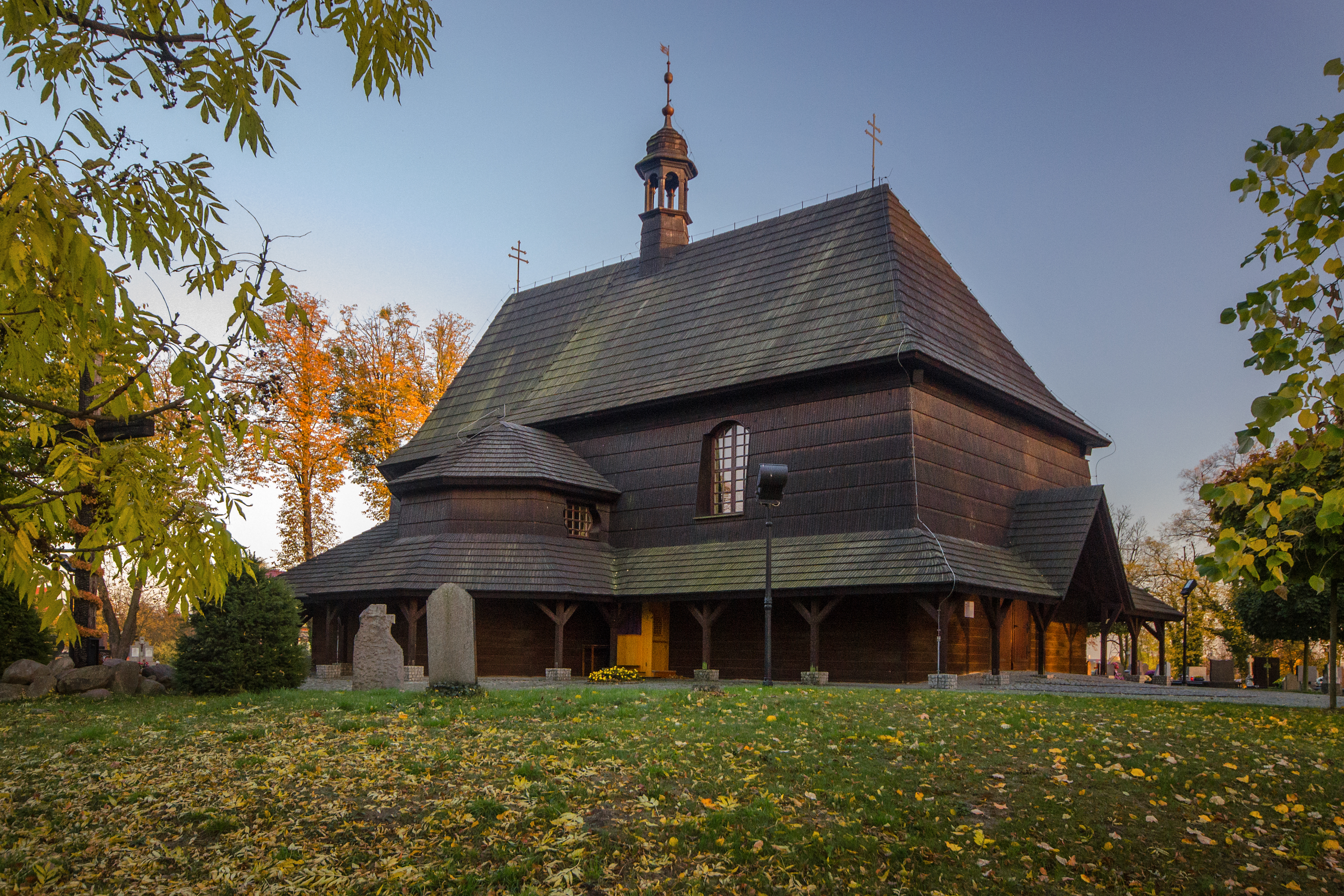
St.-Anna-Kirche

Die Schrotholzkirche St. Anna (polnisch Kościół św. Anny) ist eine katholische Kirche im Oppelner Stadtteil Czarnowanz. Sie gehört zum Bistum Opole und ist Filialkirche der Pfarrkirche St. Corpus Christi und St. Norbert (Parafia Bożego Ciała i św. Norberta) in Czarnowanz. Sie wurde Ende des 17. Jahrhunderts im Stil des Barock errichtet und gehört heute zum Holzarchitekturweg im Oppelner Land. 2005 brannte die Holzkirche durch Brandstiftung ab und wurde bis 2007 rekonstruiert.

## Lage
Die Schrotholzkirche auf dem Friedhof von Czarnowanz liegt auf einer kleinen Anhöhe südlich von Czarnowanz an der Droga wojewódzka 454.

## Geschichte

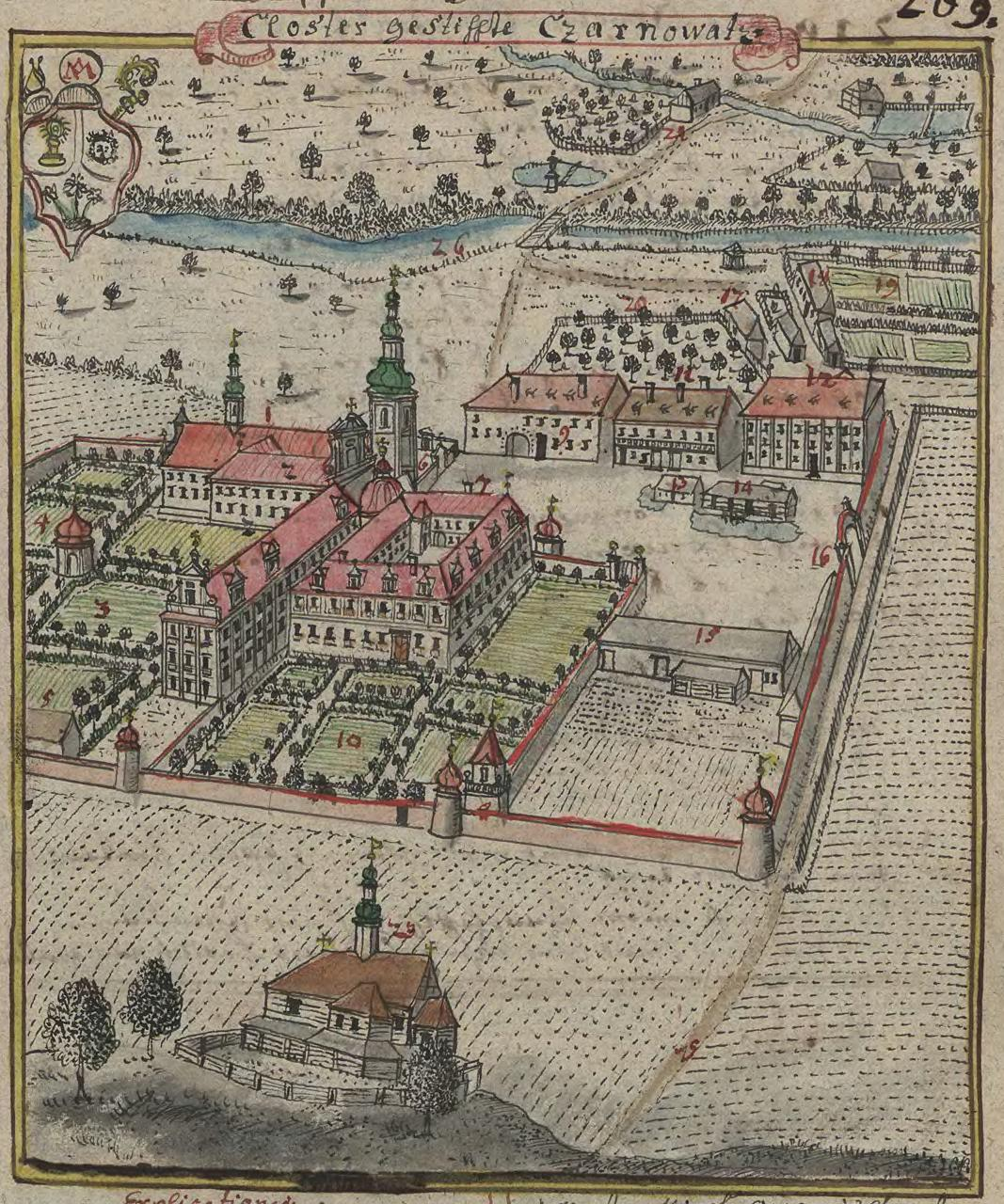
Czarnowanz und Kloster im 18. Jahrhundert – Im Vordergrund die hölzerne St.-Anna-Kirche

Ein erster Kirchenbau an der Anhöhe existierte bereits im Mittelalter. Über die Entstehungsgeschichte der Kirche gibt es mehrere Sagen. Eine besagt, dass einst ein Räuber mit einem schwarzen Bart auf der Anhöhe in einer Höhle lebte und hier seine geraubten Goldschätze versteckte. Nachdem er von Glaubensboten zum Christentum bekehrt wurde, versprach er für seine Taten Buße zu tun und an dem Ort eine Kirche zu stiften, die heutige St.-Anna-Kirche.
Erwähnt wird die St.-Anna-Kirche jedoch erst in der Zeit des Dreißigjährigen Krieges, nachdem die Dörfer Frauendorf und Czarnowanz 1643 durch die Schweden zerstört wurden. Sämtliche Häuser und das Kloster in Czarnowanz wurden zerstört, die St.-Anna-Kirche blieb jedoch unbeschadet stehen.
Im Laufe der folgenden Jahrzehnte verfiel das Gotteshaus jedoch immer mehr. Nachdem der Propst des Czarnowanzer Klosters, Balthasar Gerbert von Hornau, 1684 die Erlaubnis des Breslauer Bischofs Franz Ludwig von Pfalz-Neuburg zum Bau einer neuen Kirche erhielt, wurde die alte St.-Anna-Kirche abgerissen. Zwischen 1684 und 1688 wurde durch den Baumeister Christoph Mlensky für 200 Taler die neue St.-Anna-Kirche errichtet.

## Kunst und Architektur
Die Schrotholzkirche brannte in der Nacht vom 19. auf den 20. August 2005 komplett ab und wurde bis 2007 rekonstruiert.
Im Inneren blieben erhalten die Figur der hl. Anna, die derzeit zum Hauptaltar gehört, ein Tabernakel mit zwei Kelchen, außerdem Metallvasen, Leuchter, Gitterstäbe, der stark beschädigte Taufstein und eine Figur der hl. Barbara. Auch die neue bunte Ausmalung knüpft an den Originalzustand an.
Die vormaligen Kreuzwegbilder aus dem 18. Jahrhundert wurden durch moderne ersetzt. Anstelle der zerstörten Seitenaltäre wurden zwei neue aufgestellt.
An der Friedhofsmauer steht eine Figur des böhmischen Landesheiligen Johannes Nepomuk aus dem Jahr 1722.